# Куршабский район
Куршабский район — единица административного деления Киргизской ССР, существовавшая в феврале 1935 — ноябре 1959 годов.
Куршабский район был образован в составе Киргизской АССР 8 февраля 1935 года. Центром района было назначено село Ленинское (ранее- Куршаб). 5 декабря 1936 года Киргизская АССР была преобразована в Киргизскую ССР. 11 марта 1938 года Куршабский район был отнесён к Ошскому округу, а 21 ноября 1939 года — к Ошской области.
По переписи 1939 года в Куршабском районе проживало 29 656 чел. В том числе 80,0 % — киргизы, 6,3 % — узбеки, 6,0 % — украинцы, 6,0 % — русские.
В 1949 году район имел площадь 1,0 тыс. км² и включал 11 сельсоветов:
- Джан-Шуринский (центр — к. Таты-Булак)
- Ирдыкский (центр — к. Кыйсык-Алма)
- Кара-Ташский (центр — к. Ункур)
- Караульский (центр — к. Ширали)
- Кочкор-Атинский (центр — к. Сангир)
- Кара-Киинский (центр — к. Ири-Джар)
- Куршабский (центр — к. Таджик-Кишлак)
- Кызыл-Суйский (центр — к. Эркен-Тоо)
- Кызыл-Октябрьский (центр — к. Кызыл-Октябрь)
- Ленинский (центр — с. Ленинское)
- Ялпак-Ташский (центр — к. Ак-Терек)

26 ноября 1959 года Куршабский район был упразднён, а его территория в полном составе передана в Узгенский район.